# Leichtathletik-Europameisterschaften 1982/3000 m der Frauen

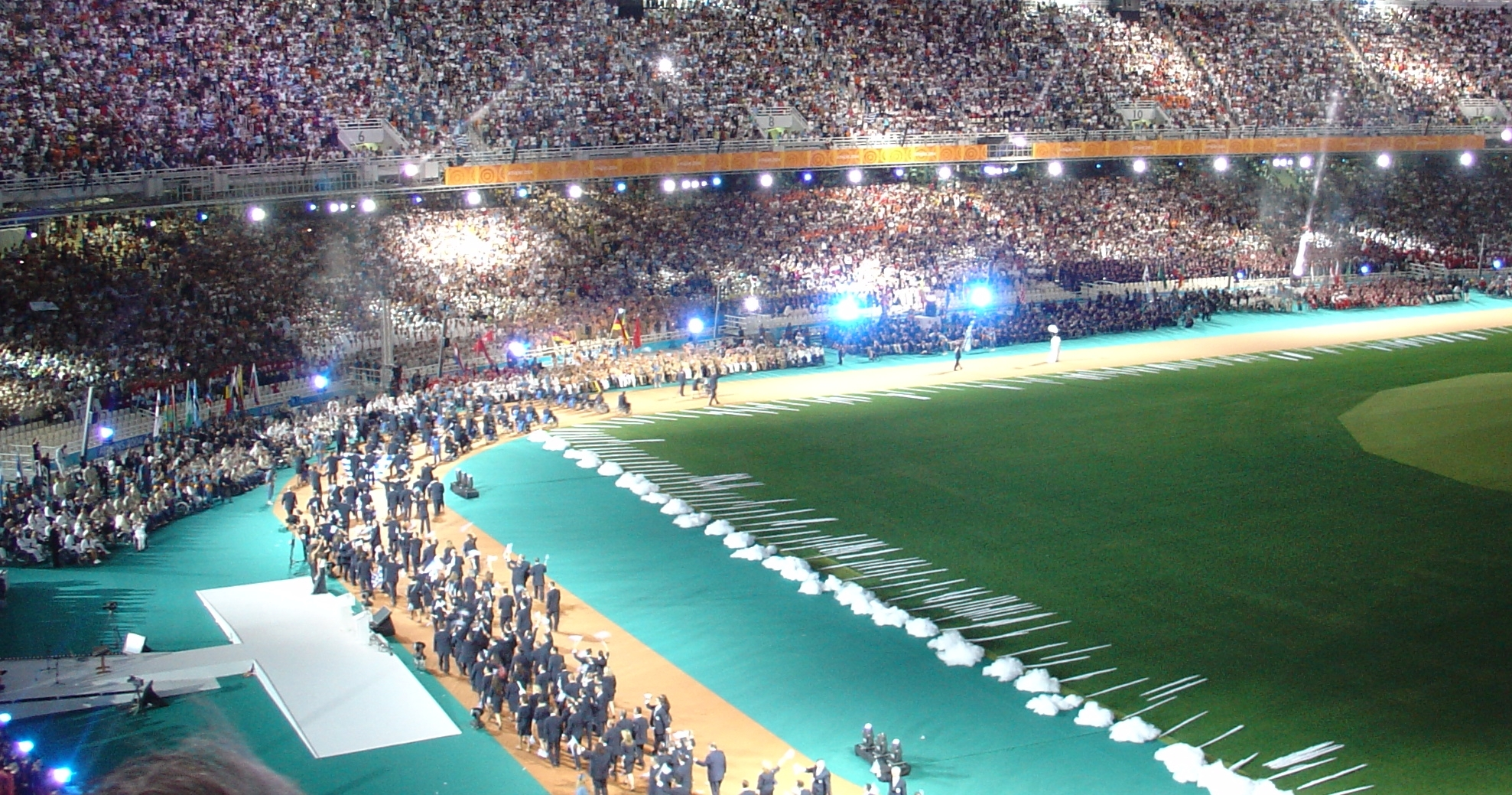
Das Athener Olympiastadion bei der Eröffnung der Paralympics 2004

Der 3000-Meter-Lauf der Frauen bei den Leichtathletik-Europameisterschaften 1982 wurde am 9. September 1982 im Olympiastadion von Athen ausgetragen.
In diesem Wettbewerb errangen die sowjetischen Läuferinnen mit Gold und Bronze zwei Medaillen. Europameisterin wurde die Titelverteidigerin Swetlana Ulmassowa. Sie gewann vor der Rumänin Maricica Puică. Bronze ging an Jelena Sipatowa.

## Rekorde

### Bestehende Rekorde
| Weltrekord           | 8 :26,78 min | Swetlana Ulmassowa | Kiew, Sowjetunion (heute Ukraine) | 25. August 1982 |
| Europarekord         | 8 :26,78 min | Swetlana Ulmassowa | Kiew, Sowjetunion (heute Ukraine) | 25. August 1982 |
| Meisterschaftsrekord | 8:33,16 min  | Swetlana Ulmassowa | EM Prag, Tschechoslowakei         | 29. August 1978 |

### Rekordverbesserungen
Im Rennen am 9. September wurde bestehende EM-Rekord verbessert und darüber hinaus gab es einen Landesrekord.
- Meisterschaftsrekord: 8:30,28 min – Swetlana Ulmassowa, Sowjetunion
- Landesrekord: 8:43,65 min – Birgit Friedmann, BR Deutschland

## Durchführung
Wie auch bei den Männern auf der längsten Bahndistanz üblich gab es keine Vorrunde, alle 21 Teilnehmerinnen starteten in einem gemeinsamen Finale.

## Legende
Kurze Übersicht zur Bedeutung der Symbolik – so üblicherweise auch in sonstigen Veröffentlichungen verwendet:
| CR  | Championshiprekord     |
| BR  | Bundesdeutscher Rekord |
| DSQ | disqualifiziert        |

## Resultat

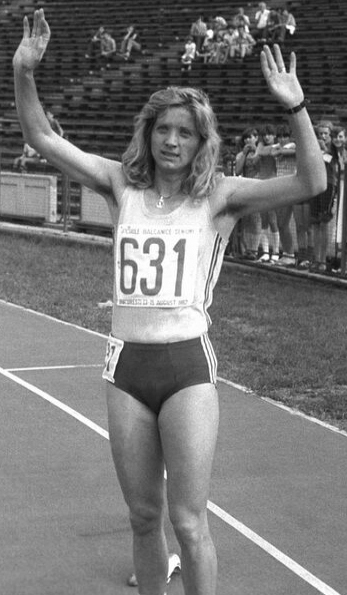
Vizeeuropameisterin Maricica Puică belegte zwei Tage später über 1500 Meter Rang vier – später errang sie Medaillen bei Olympischen Spielen, Welt- und Europameisterschaften
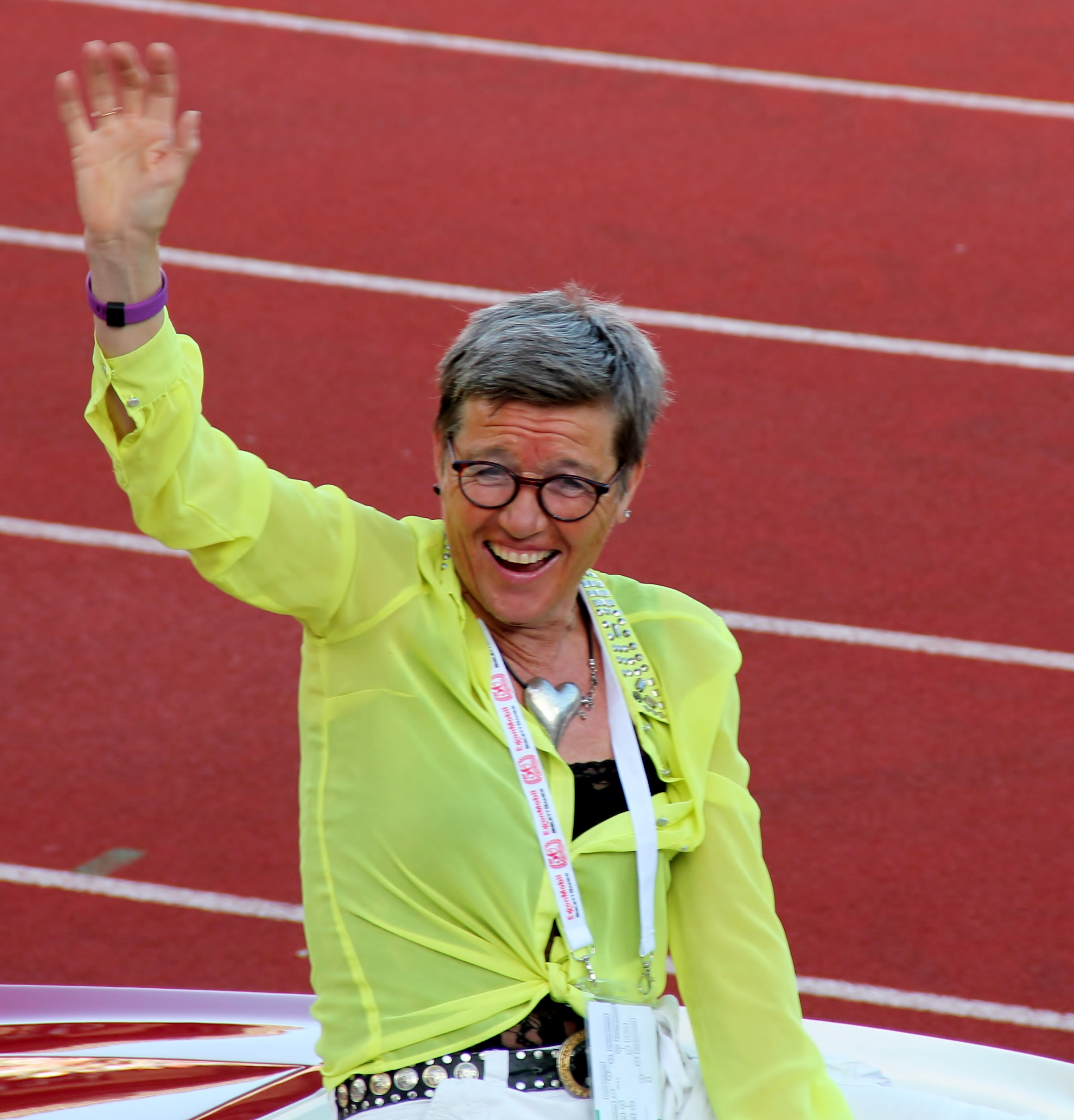
Ingrid Kristiansen (hier im Jahr 2015) wurde Achte – später war sie sehr erfolgreich auf längeren Strecken und entwickelte sich zu einer Weltklasse-Marathonläuferin
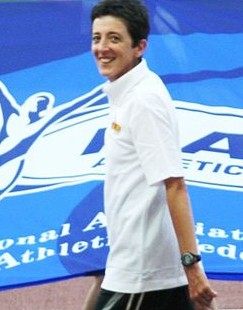
Die zwölftplatzierte Rosa Mota gewann drei Tage später den Marathonlauf – sie wurde im Laufe ihrer weiteren Karriere eine Weltklasse-Marathonläuferin

9. September 1982
| Platz | Name                | Nation         | (min)      |
| ----- | ------------------- | -------------- | ---------- |
| 1     | Swetlana Ulmassowa  | Sowjetunion    | 8:30,28 CR |
| 2     | Maricica Puică      | Rumänien       | 8:33,33    |
| 3     | Jelena Sipatowa     | Sowjetunion    | 8:34,06    |
| 4     | Tetjana Posdnjakowa | Sowjetunion    | 8:38,98    |
| 5     | Birgit Friedmann    | BR Deutschland | 8:43,65 BR |
| 6     | Margherita Gargano  | Italien        | 8:48,73    |
| 7     | Brigitte Kraus      | BR Deutschland | 8:51,60    |
| 8     | Ingrid Kristiansen  | Norwegen       | 8:51,79    |
| 9     | Agnese Possamai     | Italien        | 8:54,52    |
| 10    | Aurora Cunha        | Portugal       | 8:55,24    |
| 11    | Cornelia Bürki      | Schweiz        | 8:55,67    |
| 12    | Rosa Mota           | Portugal       | 9:04,82    |
| 13    | Monica Joyce        | Irland         | 9:08,45    |
| 14    | Birgit Bringslid    | Schweden       | 9:09,85    |
| 15    | Breda Pergar        | Jugoslawien    | 9:11,79    |
| 16    | Mercedes Calleja    | Spanien        | 9:12,32    |
| 17    | Dorthe Rasmussen    | Dänemark       | 9:14,35    |
| 18    | Eva Ernström        | Schweden       | 9:15,12    |
| 19    | Louise McGrillen    | Irland         | 9:20,60    |
| 20    | Deborah Peel        | Großbritannien | 9:24,41    |
| DSQ   | Jeanette Nordgren   | Schweden       |            |